# Oriol Romeu
Oriol Romeu Vidal, född 24 september 1991 i Ulldecona, är en spansk fotbollsspelare (mittfältare) som spelar för Barcelona. Han har även spelat för bland annat Chelsea, Southampton, Girona och Valencia. Romeu spelar mest som defensiv mittfältare. 

## Karriär
Romeu gjorde sitt första mål för Chelsea den 25 september 2012 i en ligacup match mot Wolverhampton där Chelsea vann med hela 6-0. Den 11 december 2012 drog Romeu på sig en allvarlig knäskada och beräknas vara borta säsongen ut. Chelsea lånade ut Romeu till Valencia CF och VfB Stuttgart under åren 2013-2015. 
I augusti 2015 värvades Romeu av Southampton.
Den 1 september 2022 värvades Romeu av Girona.
Den 19 juli 2023 återvände Romeu till Barcelona.

## Meriter

### Barcelona
- Spanska supercupen: 2010

### Chelsea
- UEFA Champions League: 2011/2012
- FA-cupen: 2011/2012

## Karriärstatistik
| Klubb          | Säsong         | Liga    | Liga | Cup     | Cup | Europa  | Europa | Övrigt  | Övrigt | Totalt  | Totalt |
| Klubb          | Säsong         | Matcher | Mål  | Matcher | Mål | Matcher | Mål    | Matcher | Mål    | Matcher | Mål    |
| -------------- | -------------- | ------- | ---- | ------- | --- | ------- | ------ | ------- | ------ | ------- | ------ |
| Barcelona B    | 2008–09        | 5       | 0    | 0       | 0   | –       | –      | –       | –      | 5       | 0      |
| Barcelona B    | 2009–10        | 22      | 0    | 0       | 0   | –       | –      | 4       | 0      | 26      | 0      |
| Barcelona B    | 2010–11        | 18      | 1    | 0       | 0   | –       | –      | –       | –      | 18      | 1      |
| Barcelona B    | Totalt         | 45      | 1    | 0       | 0   | –       | –      | 4       | 0      | 49      | 1      |
| Barcelona      | 2010–11        | 1       | 0    | 0       | 0   | 0       | 0      | 1       | 0      | 2       | 0      |
| Barcelona      | Totalt         | 1       | 0    | 0       | 0   | 0       | 0      | 1       | 0      | 2       | 0      |
| Chelsea        | 2011–12        | 16      | 0    | 5       | 0   | 3       | 0      | –       | –      | 24      | 0      |
| Chelsea        | 2012–13        | 6       | 0    | 2       | 1   | 1       | 0      | 0       | 0      | 9       | 1      |
| Chelsea        | Totalt         | 22      | 0    | 7       | 1   | 4       | 0      | 0       | 0      | 33      | 1      |
| Karriär totalt | Karriär totalt | 68      | 1    | 7       | 1   | 4       | 0      | 5       | 0      | 84      | 2      |